# Курносов, Николай Андреевич
 Николай Андреевич Курносов  (1771—1831) — русский генерал-майор, участник Отечественной войны 1812 года и русско-турецкой войны.

## Биография
Родился в 1771 году. Происходил из дворян Курской губернии Путивльского уезда. На службу поступил в 1791 году в Преображенский полк фурьером, в 1795 году произведён в подпрапорщики, а в 1796 году в каптенармусы.
16 января 1797 года пожалован кавалергардом в кавалергардские эскадроны, откуда 14 октября отчислен в Преображенский полк. В том же году 14 декабря произведён в прапорщики, с переводом в Аренсбургский гарнизонный батальон. В 1798 году произведён в подпоручики, затем в поручики и штабс-капитаны, а в 1799 году в капитаны.
В 1802 году переведён в Архангелогородский пехотный полк, из которого в 1803 году с ротой переведён на сформирование Волжского пехотного полка. В 1806 году участвовал в битве при Пултуске и под Гутштатом, при Гейльсберге командирован в подкрепление авангарда. При Фридланде контужен в голову, с повреждением зрения.
23 февраля 1812 года назначен командиром Волынского пехотного полка. Вместе с полком принимал участие в сражениях под Смоленском и Бородином, где он был ранен ружейной пулей сквозь левый пах и задний проход, с повреждением костей и сухих жил. За сражение при Люцене произведён в полковники, а под Бауценом во время жестокой атаки ранен ружейной пулей в левый бок на вылет, с отколом от 2-х подреберьев части хреща.
17 августа участвовал в Кульмском сражении, а под Лейпцигом контужен в правое плечо и получил золотое оружие. За участие в сражениях при Бар-Сюр-Обе и Труа награждён пенсионом по смерть. Затем был в сражениях при Арси и за взятие Парижа награждён орденом святого Владимира 3-й степени.
12 декабря 1819 года Курносов произведён в генерал-майоры и назначен командиром 3-й бригады 26-й пехотной дивизии. В 1823 году он получил орден святого Георгия за 25 лет. В 1828 году Курносов принимал участие в русско-турецкой войне и за переход через Дунай вброд, по болотистой местности и за взятие прибрежных батарей с 22 орудиями награждён золотым оружием и получил Высочайшую благодарность.
Затем он был при занятии Исакчи, Гирсова и при обложении осаде Шумлы, где за оказанное мужество при поражении неприятельской кавалерии и примерный порядок в движениях, получил Высочайшее благоволение. Из ухудшения здоровья Курносов был вынужден оставить армию и вернутся в Россию.
12 сентября 1828 года он назначен состоять по армии, а 7 декабря 1829 года назначен окружным генералом 2 округа внутренней стражи.
Скончался 15 июня 1831 года.

## Награды
- Орден Святого Владимира 4-й ст.
- Орден Святой Анны 2-й ст.
- Золотое оружие «За храбрость»
- Орден Святого Владимира 3-й ст.
- Орден Святого Георгия 4-й ст.